# Ременезуб Тру
Ременезуб Тру (Mesoplodon mirus) — вид китів з роду ременезуб родини дзьоборилові. Довжин тіла близько 5 м. Зуби слабко сплощені, у перетині мають розміри 10 на 10 міліметрів і сидять на самому передньому кінчику нижньої щелепи. Живе в помірних водах Північної Атлантики та на півдні Індійського океану.